# Петрашовські Микола і Наталя

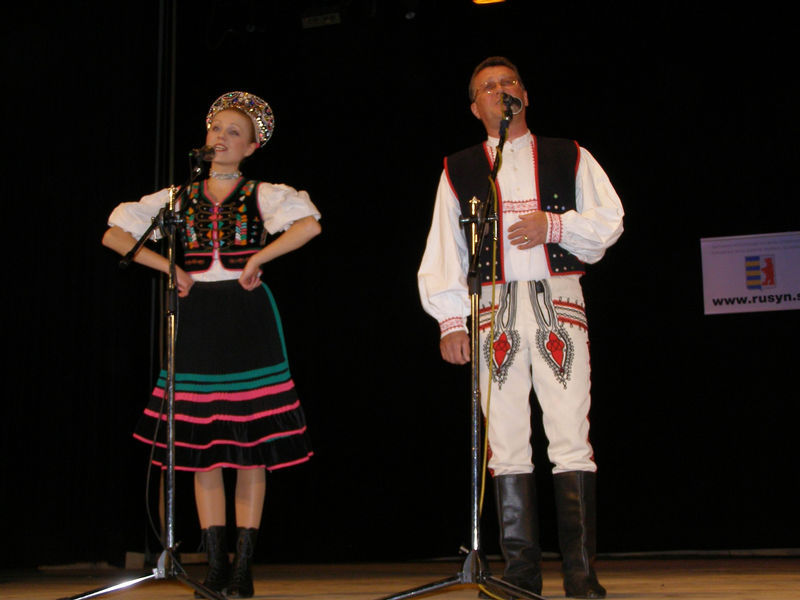
У концерті

Петрашовські Микола і Наталія — вокальний дует з північно-східної Словаччини співаючий фольклорні і національні пісні на словацькій, русинській та українській мові.

## Біографія
Народився Микола Петрашовський у 1952 році і виріс у місті Меджилабірці на Словаччині.
Народилася Наталія у 1981 році у місті Гуменне на Словаччині.

## Основні досягнення

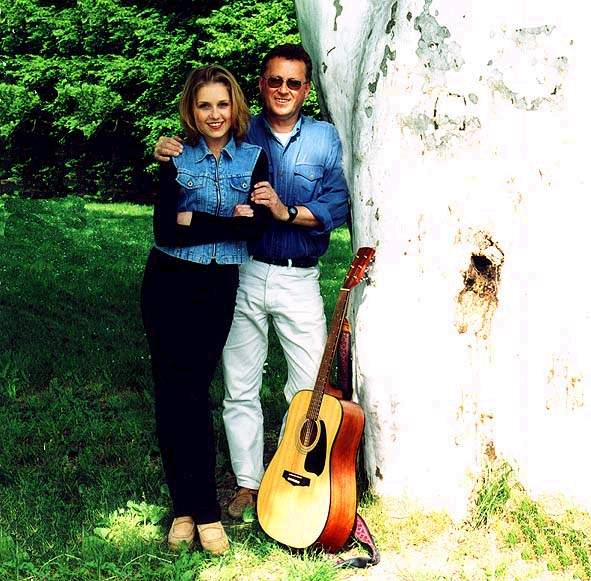
Офіційна світлина дуету.

У 1996 Микола і Наталія Петрашовські стали лауреатами фестивалю української пісні, який проходив у місті Гуменне на Словаччині. У 2001 році отримали, поряд з іншими виконавцями народної пісні з Земплена турне по Сполученим Штатам Америки. У 2005 стали лауреатами конкурсу «Пісні мого роду».
У 1989 році Микола став ще у вокальним тріо (разом з Іваном Михалич і Миколою Горняк) 17. переможцями Оцінки центральних загальнонаціональних обстежених народних пісень «Маковицка струна». Через кілька років стали переможцями «Маковицка струна» разом зі своєю донькою Наталією.
В 1993 році Микола і Наталія Петрашовські стали переможцями конкурсу народних співаків званих «Zemplin špiva i hutori» у Гуменному. В 2001 році були на турне в США. Крім того отримали концерти в Росії, Німеччині, Польщі, Нідерландах та інших європейських країнах.

## Альбоми
- 1995: Парібчіня моє
- 2000: Так мало
- 2002: За кам'яним мостом
- 2016: Визнання
- 2016: Час летить

Спільні проєкти :
- 2004: А чия то хижа — Видавнича Словацьке радіо